# Annika Ström Melin
Annika Henny Sofie Ström Melin, född 19 maj 1956, är en svensk journalist och författare. Hon har under lång tid haft ett fokus på Europafrågor och var under en period kanslichef för Svenska Institutet för europapolitiska studier (Sieps). Ström Melin har arbetat på Sveriges Radio, bland annat som chef för samhällsmagasinet Studio Ett. Ström Melin var ledarskribent på Dagens Nyheter mellan 2009 och 2013. Mellan 2014 och 2018 var hon Dagens Nyheters EU-korrespondent.
Hon belönades 2004 med Advokatsamfundets journalistpris. Annika Ström Melin var sommarpratare i radions P1 i juni 2006.
Ström Melin är gift med förra ordföranden i Högsta förvaltningsdomstolen Mats Melin och bosatt i Nacka.